# Chris Johnson (baseball)
Pour les articles homonymes, voir Chris Johnson.
Christopher D. Johnson (né le 1er octobre 1984 à Naples, Floride, États-Unis) est un ancien joueur de troisième but de la Ligue majeure de baseball. 

## Carrière

### Astros de Houston

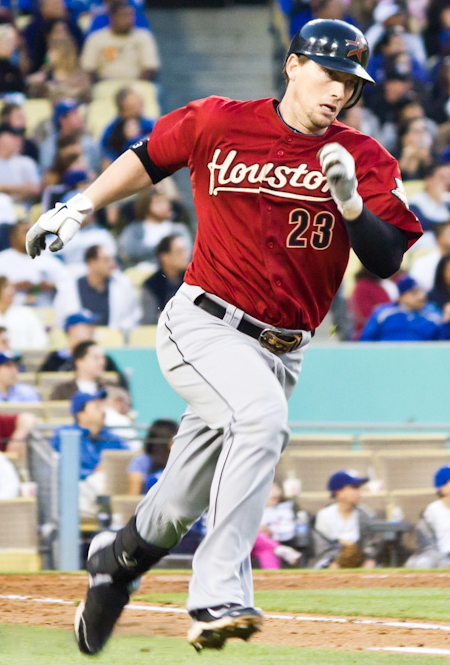
Chris Johnson en 2011 avec les Astros de Houston.

Chris Johnson est repêché en quatrième ronde par les Astros de Houston en 2006. Il débute dans les majeures avec cette équipe le 9 septembre 2009. Participant à neuf parties en fin d'année, il réussit son premier coup sûr au plus haut niveau le 10 septembre face à un lanceur des Braves d'Atlanta, Peter Moylan.
Il partage en 2010 les responsabilités au poste de troisième but avec Pedro Feliz
, mais Johnson lui vole éventuellement le poste et voit plus d'action lorsque Feliz est échangé à Saint-Louis à la mi-août. En 94 matchs cette saison-là, Johnson maintient une belle moyenne au bâton de ,308 avec 105 coups sûrs, 11 coups de circuit et 52 points produits. Il cogne son premier circuit dans les majeures le 19 juillet contre les Cubs de Chicago et leur lanceur Justin Berg.
En 2011, il frappe pour ,251 en 107 parties avec 7 circuits et 42 points produits.
Johnson frappe pour ,279 en 92 parties pour Houston en 2012, avec 8 circuits et 41 points produits. Il est à ce moment (fin juillet) deuxième pour cette dernière statistique au sein des Astros après J. D. Martinez et second du club pour les coups sûrs (95) après José Altuve. Le 29 juillet, les Astros le transfèrent aux Diamondbacks de l'Arizona contre les voltigeurs des ligues mineures Marc Krauss et Bobby Borchering.

### Diamondbacks de l'Arizona
Johnson frappe pour ,286 avec 7 circuits et 35 points produits en 44 matchs pour Arizona. Il termine 2012 avec de nouveaux sommets personnels de 15 circuits et 76 parties. Il maintient une moyenne au bâton de ,281 en 136 matchs au total pour Houston et Arizona.

### Braves d'Atlanta

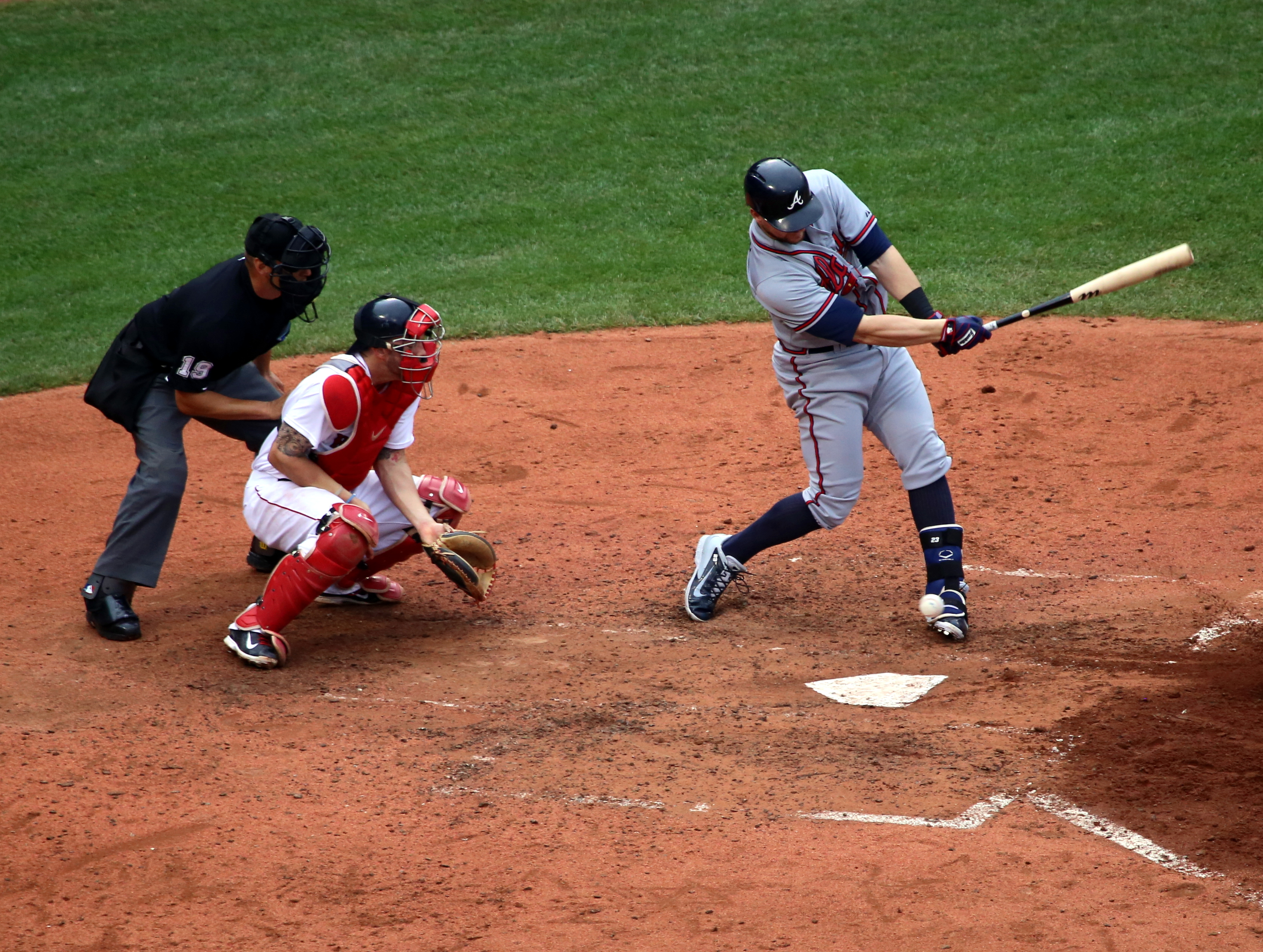
Chris Johnson (à droite) au bâton pour les Braves d'Atlanta le 16 juin 2015.

Le 24 janvier 2013, les Diamondbacks échangent Chris Johnson et le voltigeur Justin Upton aux Braves d'Atlanta en retour des joueurs de troisième but Martin Prado et Brandon Drury, des lanceurs droitiers Randall Delgado et Zeke Spruill et de l'arrêt-court Nick Ahmed.
Il vient bien près de remporter le championnat des frappeurs de la Ligue nationale en 2013 mais il le concède finalement à Michael Cuddyer des Rockies du Colorado : ce dernier frappe pour ,331 contre ,321 pour Johnson, qui termine 2e. En 142 matchs, le joueur de troisième but des Braves frappe 12 circuits, produit 68 points et réussit un nouveau record personnel de 165 coups sûrs. Ses 119 simples le placent 10e de la Ligue nationale.
En 2014, la moyenne au bâton de Johnson chute à ,263 avec 153 coups sûrs en 153 matchs joués. Il ajoute 10 circuits et produit 58 points.

### Indians de Cleveland
Le 7 août 2015, les Braves échangent Johnson aux Indians de Cleveland contre le voltigeur Michael Bourn le frappeur désigné et joueur de premier but Nick Swisher.

### Marlins de Miami
Le 12 janvier 2016, Johnson signe un contrat d'un an avec les Marlins de Miami.

## Vie personnelle
Chris Johnson est le fils de Ron Johnson, un joueur des années 1980 pour les Royals de Kansas City et les Expos de Montréal devenu instructeur chez les Red Sox de Boston.

## Statistiques
| Saison | Équipe  | G   | AB  | R  | H   | 2B | 3B | HR | RBI | SB | BA   |
| ------ | ------- | --- | --- | -- | --- | -- | -- | -- | --- | -- | ---- |
| 2009   | Houston | 11  | 22  | 1  | 2   | 0  | 0  | 0  | 1   | 0  | .091 |
| 2010   | Houston | 94  | 341 | 40 | 105 | 22 | 2  | 11 | 52  | 3  | .308 |
| Totaux | Totaux  | 105 | 363 | 41 | 107 | 22 | 2  | 11 | 53  | 3  | .295 |

Note : G = Matches joués ; AB = Passages au bâton; R = Points ; H = Coups sûrs ; 2B = Doubles ; 3B = Triples ; 
HR = Coup de circuit ; RBI = Points produits ; SB = Buts volés ; BA = Moyenne au bâton.